# Свято-Духов собор (Херсон)
Свято-Духов кафедральный собор (также известен как «Привозная церковь» или «Купеческая церковь») в  Херсоне — главный православный храм Херсонской области и епархии (Московский патриархат). Расположен на перекрёстке улиц Коммунаров, Рабочей и Декабристов.

## История
Возведение храма продолжалось с 1804 по 1835 год. Длительность строительных работ объясняется отсутствием средств.
В январе 1836 года были освящены Северный придел во имя священномучеников Херсонесских и южный придел во имя Архистратига Михаила,  а 16 августа 1836 года архиепископом Гавриилом (Розановым) был освящён и главный Свято-Духовской престол. Главную поддержку при строительстве храма оказали местные купцы Галухин, Богданов, Сикачев и Носов, в честь которых, херсонцы назвали церковь «купеческой». Второе название — «Привозная» — она получила из-за своего расположения вблизи городского рынка — привоза.
Изначально храм был выполнен в виде квадратного креста с колоннадой со всех сторон и невысоким куполом.
В 1907 году к церкви была пристроена трапезная часть, под которой, в специально оборудованных помещениях, проводились воскресные чтения. Считается, что эту часть храма построили купцы Ирликовы.
После революции, в марте 1922 года из храма были вывезены все церковные ценности, с мая 1926 по 27 сентября 1937 церковь находилась под управлением обновленцов. Затем внутреннее убранство храма было уничтожено.
В 1937—1944 годах помещение храма использовалось как хранилище муки.
Богослужения возобновились лишь в конце 1941 года под трапезной частью, где был оборудован храм Преображения Господня.
В августе 1944 года Свято-Духовской храм был возвращён общине верующих. В период 1944—1953 год северный и южный предел церкви были полностью отреставрированы. Оригинальная роспись храма не сохранилась.
При Преосвященном Никоне (Петине), в 1947 году Свято-Духовская церковь стала кафедральным собором.
В 1955—1956 годах храм обзавёлся иконами Святителей, Мучеников и Преподобных пера одесских художников.
В 1995 году к собору была пристроена колокольня. Все колокола бывшей колокольни были уничтожены и на их место были установлены маленькие колокольчики в количестве 8 штук.
Площадь, занимаемая собором составляет 1441 м², внутри храма — 762,51 кв.м. Высота стен верхнего храма — 9,7 м. Высота купола — 19,7 м. Купол восьмиугольный. Расстояние между противоположными гранями — 10,9 м.

### Святыни
- Касперовская икона Божией Матери
- мощи преподобного Варсонофия Херсонского
- мощи преподобной Евтропии Херсонской
- мощи блаженной Домники Алешковской
- чтимая икона прмц. Параскевы Римской
- чтимая икона праведного Иоанна Русского